# NGC 3736
NGC 3736 este o galaxie spirală situată în constelația Dragonul. A fost descoperită în 1885 de către Ralph Copeland⁠(d).